# Marie-Louise Dure
Marie-Louise Dure, före år 1958 Johansson, född 19 januari 1935, är en svensk före detta friidrottare (sprinter). Hon tävlade för klubben IFK Norrköping.